# Maple Leaf (kauwgomfabriek)

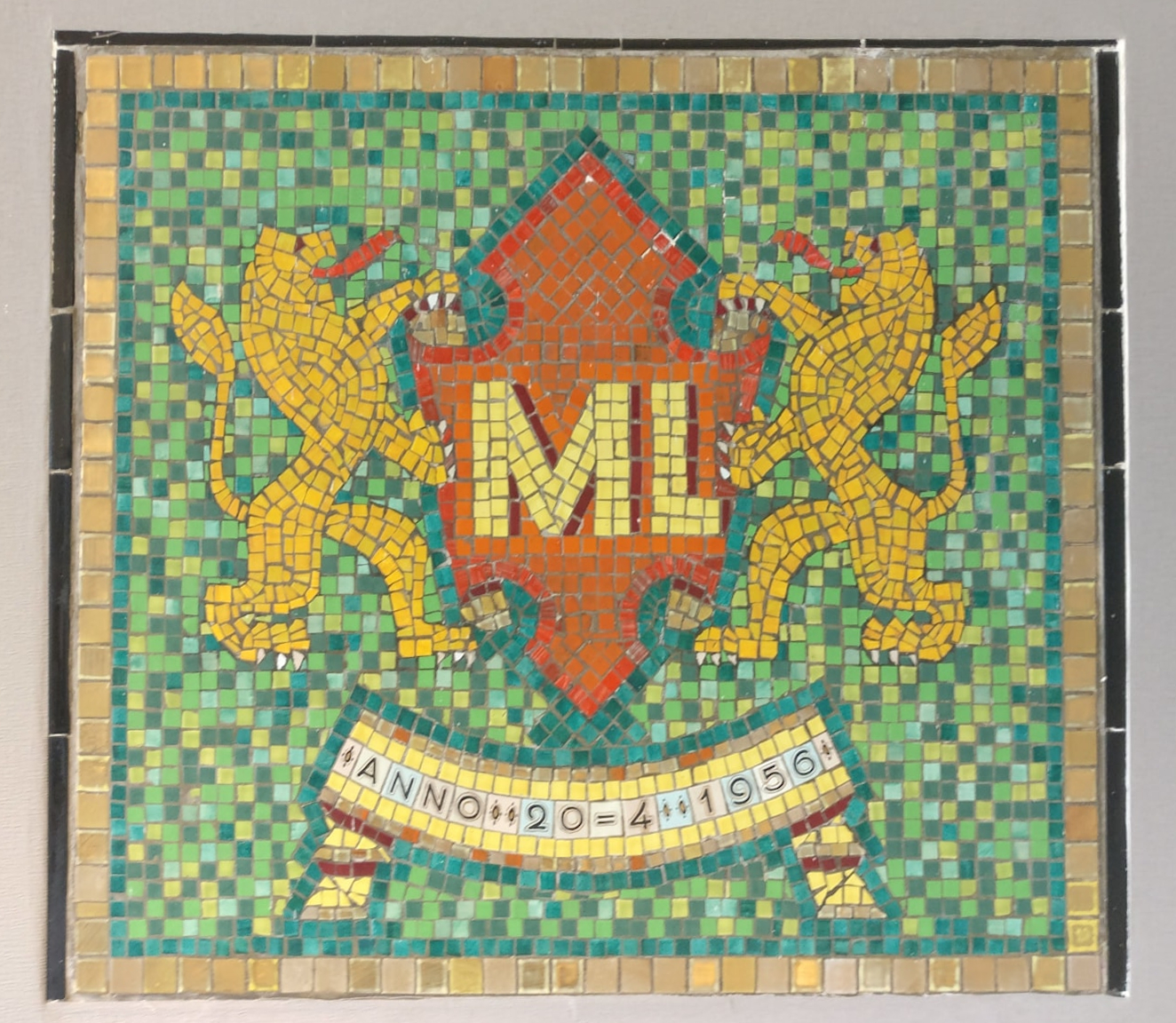
Mozaïek ML anno 20-4-1956

Maple Leaf was de eerste Nederlandse kauwgomfabriek. De fabriek werd in 1948 opgericht door de gebroeders Jules en Robert Markus. Het voornaamste product was bubblegum. De naam, verwijzend naar het esdoornblad in de Canadese vlag, was een eerbetoon aan de Canadese bevrijders, die de kauwgom destijds in Nederland bekend hebben gemaakt. 

## Geschiedenis
Door de populariteit van kauwgom werd de fabriek in het centrum van Amsterdam te klein. Na meerdere verhuizingen werd het bedrijf in 1956 een speciaal gebouwd fabriekspand in de Paul van Vlissingenstraat gevestigd. Naast kauwgomproducten als PEP (onder andere voor legerrantsoenen in de jaren 1950) en Donald kauwgom werd er later ook Sportlife en Xylifresh geproduceerd. In de jaren 1950 en 1960 werden vaak filmsterplaatjes bijgesloten, het verpakken werd door thuiswerkers gedaan.
Tot 1970 was Maple Leaf een zelfstandige onderneming. Daarna was het bedrijf achtereenvolgens onderdeel van General Foods (1971-1979), All Sweets (1979-1985), Leaf inc. (1986-1999) en CSM (1999-2003). Op 1 augustus 2003 werd de fabriek te Amsterdam gesloten. 
De oprichters van de Maple Leaf fabriek zijn in 2010 (Robert) en in 2012 (Jules) overleden.